# 메시에 102
메시에 102(영어: Messier 102)는 메시에 목록에 수록된 은하이지만, 확실하게 확인되지 않은 천체이다. 이를 처음 발견한 피에르 메셍은 나중에 메시에 102가 메시에 101의 재관측이었다고 말하였으나, 메시에 102가 NGC 5866이라는 역사적 및 관측적 근거가 존재하기도 한다. 또한 NGC 5928이 메시에 102의 후보로 주장되기도 하였다.

## 후보 천체
메시에 목록을 토대로 여러 역사가, 전문 천문학자, 아마추어 천문학자들이 M102에 해당하는 천체를 찾기 위해 수 많은 은하를 확인해 왔다.

### 메시에 101

허블 우주 망원경이 촬영한 메시에 101. 제공: NASA/ESA.

메시에 101(바람개비 은하 또는 NGC 5457)은 큰곰자리에 있는 정면향(face-on) 은하이다. 1783년에 J. 베르누이와 피에르 메셍(메시에와 함께 자신의 발견에 대한 정보를 공유했던 사람)의 편지에 따르면 M102는 그저 같은 목록에 있는 M101에 관한 우연한 재관측이었다고 한다. 이 편지는 나중에 두 곳으로 전달되었는데, 프랑스어 원문은 1782년 베를린학회 서적에, 다른 하나는 요한 일러트 보데가 일부분을 다시 정리하여 1786년 베를린천체력(Berliner Astronomisches Jahrbuch)에 실은 독일어 번역문이다.

### NGC 5866

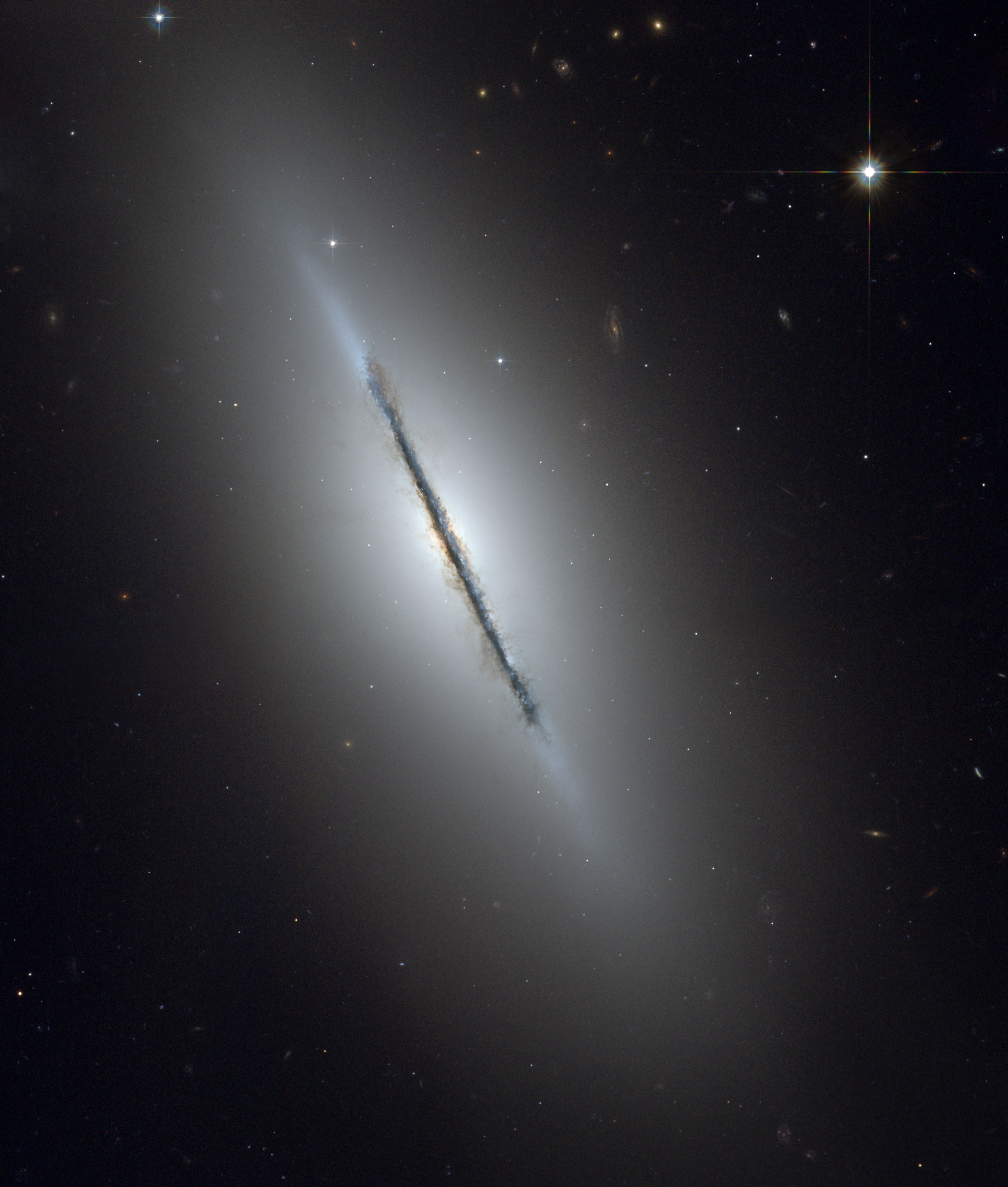
허블 우주 망원경이 촬영한 NGC 5866. 제공: NASA/ESA.

NGC 5866(이 명칭이 아니면 흔히 방추 은하 라고도 불림)은 용자리에 있는 렌즈형 은하이다. 이 은하는 1781년에 출판된 메시에 목록에서의 천체 설명과, 샤를 메시에가 목록에다 자필로 작성한 각주의 천체 위치에 가장 일치하는 천체이다.

### 다른 후보

#### NGC 5879, NGC 5907, NGC 5908
NGC 5879, NGC 5905, NGC 5907, NGC 5908은 모두 NGC 5866의 위치에 가까이 있는 은하들이다. 기준에 따라서 NGC 5866 뿐만 아니라 이들도 M 102에 해당하는 천체로 그럴듯한 것들이다. 그러나 이러한 천체들 중 NGC 5866만큼 표면밝기가 높은 천체는 없다. 그래서 M 102에 해당하는 천체로서 이들은 부적당하다.

#### NGC 5928
NGC 5928은 목동자리 오미크론과 뱀자리 이오타 사이에 위치한 14등급 은하이다. J. L. E. 드레이어의 신판일반목록 각주 및 정정(Notes and Corrections)에서, 뱀자리 이오타가 M 102의 위치에서 용자리 이오타로 오인되어 왔다고 한다. 그러나 NGC 5928은 메시에와 메셍이 관측할 수 없었던 천체였는데, 그렇기 때문에 이 천체는 M 102에 해당한다고 볼 수 없다.